# Otto Schultzen
Karl Ludwig Wilhelm Otto Schultzen (* 16. Juli 1837 in Lissa bei Posen; † 7. Dezember 1875 in Neustadt-Eberswalde) war ein deutscher Mediziner.

## Leben
Schultzen studierte ab 1858 in Königsberg (Preußen) und Berlin und wurde 1862 zum Dr. med. promoviert. Anschließend war er Assistent von Friedrich Theodor von Frerichs an der Berliner Charité.
Mit Marceli Nencki (1847–1901) führte er physiologische Studien von Harnstoff durch und entdeckte, dass Aminosäuren (Glycin und Leucin) Zwischenverbindungen zwischen Protein und Harnstoff darstellen. Mit seinem Freund Bernhard Naunyn (1839–1925) forschte er zum Verhalten von Benzol-abgeleiteten Kohlenwasserstoffen im Körper.
1862 wurde er habilitiert und erhielt 1871 eine Professur an der medizinischen Klinik der Kaiserlichen Universität Dorpat. 1872 brachte ihn Bernhard Naunyn erfolgreich als seinen Nachfolger an der Universität Bern ins Gespräch, doch konnte er diese Professur nicht mehr antreten: Im selben Jahr brach bei ihm eine „schwere melancholische Depression“ aus, verbunden mit häufigen Selbstmordgedanken, so dass er im Herbst 1873 in die Land-Irrenanstalt Neustadt-Eberswalde eingewiesen werden musste. Dort starb er bereits im Alter von 38 Jahren.

## Familie
Schultzen heiratete 1871 die Sängerin Anna von Asten, „eine lebhafte und lebensfrohe Wienerin“, die fortan unter dem Namen Anna Schultzen von Asten auftrat. Sie war eine Schwester von Clara Schumanns Klavierschülerin Julie von Asten.

## Werke
- De inanitione accedit observatio et exploratio microscopio-chemica, Diss., Berlin: Schade, 1862
- B. Henry William Fuller, Die Krankheiten des Herzens und der grossen Gefässe, aus dem Englischen übersetzt von Otto Schultzen, Berlin: Schneider 1864 (Digitalisat)
- mit Leopold Riess, Ueber acute Phosphorvergiftung und acute Leberatrophie, in: Annalen des Charité-Krankenhauses, Band 15 (1869), S. 1–118 (Digitalisat) – Sonderdruck, Berlin: Schade, 1869
- Ueber den Stickstoffumsatz bei Febris recurrens, in: Annalen des Charité-Krankenhauses, Band 15 (1869), S. 153–175 (Digitalisat)